# Chiesa dei Santi Pietro e Paolo (San Pietro in Casale)
La chiesa dei Santi Pietro e Paolo è la parrocchiale di San Pietro in Casale, in città metropolitana ed arcidiocesi di Bologna; fa parte del vicariato di Galliera.

## Storia

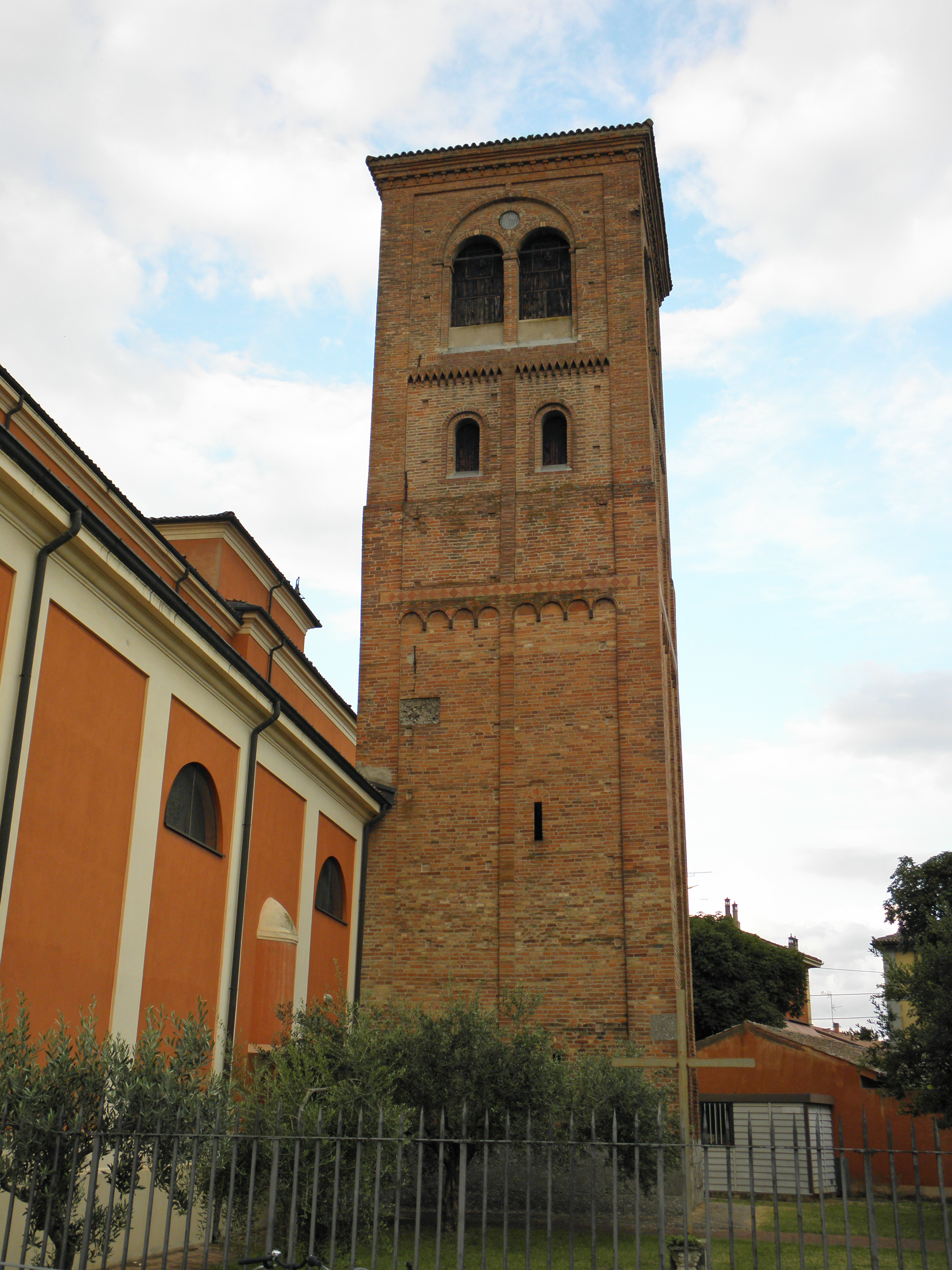
Il campanile

Sembra che la primitiva chiesa di San Pietro in Casale fosse stata edificata nell'Alto Medio Evo. Il campanile venne eretto tra i secoli XI e XII, per poi essere sopraelevato nel Duecento e nel Cinquecento. In un documento del 1055 questo edificio è nominato con il titolo di basilica, in uno del 1366 con quello di pieve. Dalla relazione della visita apostolica del 1753 s'apprende che la chiesa era dotata di cinque altari. 
Tra il 1615 ed il 1630, per interessamento dell'allora parroco don Giovanni Giacomo Bencivenni, l'edificio venne ristrutturato ed ammodernato e si aggiunsero altri quattro altari. Pare che nel corso del Settecento sia stata rifatta la facciata in stile barocco. Verso la metà del XIX secolo si decise di riedificare la chiesa e venne incaricato il capomastro Giuseppe Brighenti di disegnare il nuovo edificio. Il suo progetto, però, fu scartato in quanto giudicato troppo dispendioso. 
L'attuale parrocchiale venne costruita tra il 1856 e il 1863 ed aperta al culto l'8 settembre di quello stesso anno. Nel 1929 la torre campanaria subì un importante lavoro di restauro. Infine, alla fine del 2008 venne collocato nel presbiterio il nuovo altare rivolto verso l'assemblea.
Sul bel campanile romanico è issato un bel "doppio" di 4 campane fuse nel 1947 dal fonditore bolognese Cesare Brighenti, in tonalità Sol3 maggiore (Sol3-La3-Si3-Re4). La campana "Grossa" pesa kg 619. Il concerto, montato su telaio in ferro, è inceppato "alla bolognese" e suonato manualmente dalla locale e rinomata squadra campanaria nelle principali solennita'. "Grossa" e "Piccola" sono dotate di impianto di elettrificazione a catene per l'esecuzione dei segnali per le funzioni, facilmente isolabile per permettere il suono a corda.

## Opere all'interno
La maestosa pala d'altare di Matteo Loves ritrae la Madonna col Bambino e i Santi Pietro e Palo.
Tra le altre tele (molte delle quali del XVI-XVII secolo), è un Sant'Antonio Abate attribuito a Bartolomeo Cesi.